# 劉瓚 (成化乙未進士)
劉瓚（1445年—？），字國用，直隸保定府清苑縣人，軍籍，明朝政治人物。進士出身。

## 生平
早年出身府學生，后中举順天府鄉試第一百三十二名。成化十一年（1475年）乙未科會試第二百八名，殿試登進士第三甲第十一名。

## 家族
曾祖父劉顯。祖父劉全。父亲劉勝。